# Kebondalem (Jambu)
Kebondalem is een bestuurslaag in het regentschap Semarang van de provincie Midden-Java, Indonesië. Kebondalem telt 3171 inwoners (volkstelling 2010).